# Agastya (geslacht)
Agastya is een geslacht van vlinders van de familie van de grasmotten (Crambidae), uit de onderfamilie van de Glaphyriinae. De wetenschappelijke naam en de beschrijving van dit geslacht werden voor het eerst in 1881 gepubliceerd door Frederic Moore.
Dit geslacht is monotypisch, dat wil zeggen dat het maar één soort heeft namelijk Agastya hyblaeoides Moore, 1881, die ook als typesoort is aangeduid.